# 守護霊様に憑いてコイ
『守護霊様に憑いてコイ』（しゅごれいさまについてコイ）は、高城リョウによる日本のBL漫画作品。2004年8月10日にビブロスより発行。2007年4月25日に「守護霊様に憑いてコイ コンプリート版」をコアマガジンより発行。

## あらすじ
聖は友達を助けようとして命を落とし守護霊となる。しかし、庇護者の中学生果林のことが大好きなため、常に果林に悪い虫がつかないよう励んでいた。ある日、果林の通う学校に保健医鳳堂貴続が転任してきて貴続は果林に大接近する。聖は貴続を追い払おうとするものの、貴続の守護霊凪に唇を奪われる。

## 登場人物
声の記述はドラマCD版
聖（ひじり）声：森久保祥太郎
凪（なぎ）声：子安武人
果林（かりん）声：下野紘
鳳堂貴続（ほうどう たかつぐ）声：大川透
京（きょう?）声：杉田智和
朔（さく?）声：小野大輔
古田（ふるた）声：青木誠
女性徒声：許綾香
女性徒の守護霊声：亀岡真美

## ドラマCD
- 守護霊様に憑いてコイ
  - インターコミュニケーションズより2007年4月25日に発売。